# Räfsö kyrka
Räfsö kyrka är en kyrkobyggnad i Räfsö i Björneborg. Kyrkan blev klar och invigdes år 1876.
Kyrkan är uppförd i norsk stil med hexagonal planlösning. Klockstapeln bredvid kyrkan är oktagonalt formad. Det är okänt vem som gjort ritningarna till kyrkan, men man vet att de beställdes från Stockholm. Till en början var kyrkan bara i sommarbruk, men 1902 renoverades den för att även kunna användas under vintern. Kyrkan renoverades också 1906, då predikstolen flyttades till sin nuvarande plats. Altartavlan från 1906 är målad av Felix Frang. Takmålningarna gjordes år 1928 av Lennart Segerstråle. Kyrkans orgel har elva stämmor och byggdes 1940.
Framför kyrkan finns ett minnesmärke över torpedbåten S 2 av skulptören Wäinö Aaltonen. Kyrkan är en uppskattad vigselkyrka.